# Gaston Gaudard
Gaston-Louis Gaudard (* 12. Juli 1933 in Freiburg im Üechtland; † 27. Dezember 2012 in Givisiez) war ein Schweizer Wirtschaftswissenschaftler.

## Leben
Gaston Gaudard studierte Wirtschafts- und Sozialwissenschaften in Freiburg, Genf und London. 1957 wurde er in Wirtschafts- und Sozialwissenschaften in Freiburg und 1964 in Politikwissenschaften in Genf promoviert. 1965 habilitierte er sich in Freiburg mit einer Schrift über die internationalen Wirtschaftswissenschaften. 
Er unterrichtete zunächst Geografie auf Deutsch am Kollegium St. Michael, wo er selbst die Matura ablegte. Nach der Habilitation 1965 wurde Gaudard 1966 zum assoziierten und 1967 zum ausserordentlichen Professor an der Wirtschafts- und Sozialwissenschaftlichen Fakultät der Universität Freiburg ernannt. Von 1970 bis zu seiner Emeritierung 2003 war er ordentlicher Professor für internationale und regionale Volkswirtschaft. Er hatte Gastprofessuren an den Universitäten in Lausanne und Lugano. 1982 gründete er das Forschungszentrum für Regionalökonomie der Universität Freiburg (CRESUF). Er war Vize-Präsident der Association internationale des économistes de langue française. Er war Mitglied des Stiftungsrates des Schweizerischen Nationalfonds für wissenschaftliche Forschung (FNRS).
Von 1975 bis 1979 war Gaston Gaudard Rektor der Universität Freiburg.
Er veröffentlichte über 350 wissenschaftliche Publikationen.